# Unión Democrática Aranesa

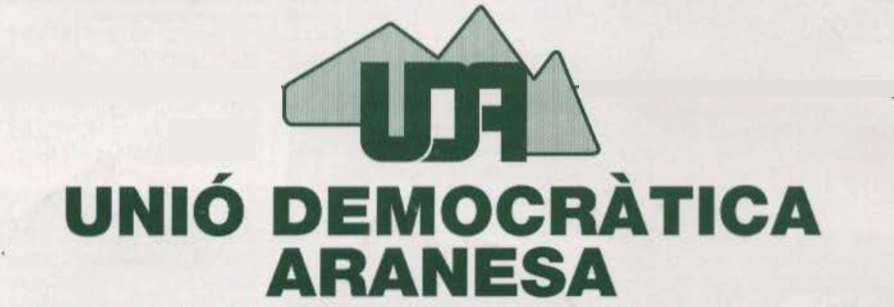
Logo de la Unión Democrática Aranesa (UDA)

Unión Democrática Aranesa (UDA) fue un partido político del Valle de Arán. Se presentó por primera vez a las elecciones al Consejo General de Aran el 1991 en la Coalición Aranesa-Convergéncia i Unió, y las ganó. El 1993 surgieron problemas en la coalición lo que provocó la disolución. En las elecciones de 1995 el partido se presentó en solitario y consiguió dos consejeros.
Disponía de un protocolo de colaboración con Unión Democrática de Cataluña, que se rompió el 1999, cuando UDA formó una coalición con el Partido Popular, que recibió el nombre de Unión Popular Aranesa y consiguió un consejero al Consejo General. El pacto se rompió el año siguiente debido a divergencias internas. En las elecciones del 2003 UDA volvió a concurrir en solitario, esta vez sin conseguir ningún consejero. En abril del 2007 se disolvió el partido, cuando el PP lo absorbió con el objetivo de unificar el centroderecha en Aran.
El cargo de síndico de Aran estuvo ocupado por Amparo Serrano Iglesias, de UDA, de 1993 al 1995.